# لوردوسور
لوردوسور (نام علمی: Lurdusaurus) نام یک سرده از راسته پرنده‌کفلان است.